# Ципоног тенрек
Ципоногият тенрек (Limnogale mergulus) е вид бозайник от семейство Тенрекови (Tenrecidae), единствен представител на род Limnogale. Видът е световно застрашен, със статут Уязвим.

## Разпространение и местообитание
Разпространен е в Мадагаскар.